# أبو بكر الشبهي
أَبُو بكر مُحَمَّد بن أَحْمد بن جَعْفَر الشبهي، أحد علماء أهل السنة والجماعة ومن أعلام التصوف السني في القرن الرابع الهجري، قال عنه ابن الملقن: «من كبار مشايخ نيسابور»، وقال عنه أبو عبد الرحمن السلمي[ ؟ ]: «من أفتى مَشَايِخ وقته»، صحب أَبَا عُثْمَان الْحِيرِي مَاتَ قبل 360 هـ، وَأسْندَ الحَدِيث.

## من أقواله
- الفتوة حسن الخلق، وبذل المعروف.[2]
- العارفون يقوون بمعروفهم وَسَائِر النَّاس يقوون بِالْأَكْلِ وَالشرب.[1]